# Bronquièctasi
La bronquièctasi és un trastorn en què hi ha una ectàsia o engrandiment permanent de parts de les vies respiratòries cap el pulmó. Els símptomes acostumen a incloure una tos crònica amb producció de moc. Altres símptomes inclouen sensació de falta d'aire, tos amb sang i dolor al pit. També pot produir sibilació i acropàquia. Les persones amb la malaltia acostumen a tenir infeccions pulmonars freqüents.
La bronquièctasi pot ser deguda a una sèrie de causes infeccioses i adquirides, com ara pneumònia, tuberculosi, problemes del sistema immunitari, així com del trastorn genètic de la fibrosi quística. La fibrosi quística eventualment provoca bronquièctasis greus en gairebé tots els casos. Es desconeix la causa en un 10-50% dels que no tenen fibrosi quística. El mecanisme de la malaltia és la degradació de les vies respiratòries a causa d'una resposta inflamatòria excessiva. Les vies respiratòries implicades (bronquis) s'eixamplen i, per tant, són menys capaces d'eliminar les secrecions. Aquestes secrecions augmenten la quantitat de bacteris als pulmons, provocant una obstrucció de les vies respiratòries i una nova degradació de les vies respiratòries. Es classifica com una malaltia pulmonar obstructiva, juntament amb la malaltia pulmonar obstructiva crònica i l'asma. Se sospita el diagnòstic amb els símptomes i es confirma mitjançant tomografia computada. Els cultius d'esput poden ser útils per determinar el tractament en aquells que tenen un empitjorament agut i almenys una vegada a l'any.
Es poden produir períodes d'empitjorament a causa de la infecció. En aquests casos, es recomanen antibiòtics. Els antibiòtics més comuns que s'utilitzen són l'amoxicil·lina, l'eritromicina o la doxiciclina. Els antibiòtics, com l'eritromicina, també es poden utilitzar per evitar l'empitjorament de la malaltia. També es recomanen tècniques de fisioteràpia respiratòria per eliminar els mocs. Es poden utilitzar medicaments per dilatar les vies respiratòries i els corticoides inhalats durant un empitjorament sobtat, però no hi ha estudis que determinin l'eficàcia. Tampoc hi ha estudis sobre l'ús de corticoides inhalats en nens. La cirurgia, tot i que no es fa habitualment, no ha estat ben estudiada. El trasplantament de pulmó pot ser una opció en aquells amb malalties molt greus.
La malaltia afecta entre 1 per 1000 i 1 per 250.000 adults. La malaltia és més freqüent en dones i augmenta a mesura que les persones envelleixen. Es va fer menys freqüent des de la dècada de 1950 amb la introducció d'antibiòtics. Va ser descrit per primera vegada per René Laënnec el 1819.